# Sains-du-Nord
Sains-du-Nord és un municipi francès, situat a la regió dels Alts de França, al departament del Nord. L'any 2006 tenia 3.067 habitants. Es troba a 110 km de Lilla, Brussel·les o Reims (Marne), a 50 km de Valenciennes, Mons (B), 45 km de Charleroi (B), a 8 km d'Avesnes-sur-Helpe i 8 km de Fourmies. Limita amb els municipis de Ramousies, Liessies, Glageon, Féron, Rainsars i Sémeries.

## Demografia
| Evolució de la població INSEE |      |      |      |      |      |      |      |      |
| 1793                          | 1800 | 1806 | 1821 | 1831 | 1836 | 1841 | 1846 | 1851 |
| -                             | -    | -    | -    | -    | -    | -    | -    | -    |

| 1856 | 1861 | 1866 | 1872 | 1876 | 1881 | 1886 | 1891 | 1896 |
| ---- | ---- | ---- | ---- | ---- | ---- | ---- | ---- | ---- |
| -    | -    | -    | -    | -    | -    | -    | -    | 3886 |

| 1901 | 1906 | 1911 | 1921 | 1926 | 1931 | 1936 | 1946 | 1954 |
| ---- | ---- | ---- | ---- | ---- | ---- | ---- | ---- | ---- |
| 3224 | 3211 | 3231 | 2877 | 3155 | 3249 | 2972 | 2849 | 3255 |

| 1962  | 1968  | 1975  | 1982  | 1990  | 1999  | 2006 | 2011 | 2016 |
| ----- | ----- | ----- | ----- | ----- | ----- | ---- | ---- | ---- |
| 3 641 | 3 545 | 3 424 | 3 373 | 3 219 | 3 148 | -    | -    | -    |

| 2019 | - | - | - | - | - | - | - | - |
| ---- | - | - | - | - | - | - | - | - |
| -    | - | - | - | - | - | - | - | - |

## Administració
| Període   | Identitat         | Partit |
| --------- | ----------------- | ------ |
| 1983-1989 | Guy Royer         |        |
| 1989-1995 | André Becel       |        |
| 1995-2008 | Pierre Naveau     | PS     |
| 2008-     | Christine Basquin |        |